# Easthampton, Massachusetts
Easthampton, Massachusetts là một thành phố thuộc quận Hampshire trong tiểu bang thịnh vượng chung Massachusetts, Hoa Kỳ. Thành phố có tổng diện tích km², trong đó diện tích đất là km². Theo điều tra dân số Hoa Kỳ năm 2010, thành phố có dân số người.